# 外科系学会社会保険委員会連合
一般社団法人外科系学会社会保険委員会連合（げかけいがっかいしゃかいほけんいいんかいれんごう 略称 外保連 がいほれん）とは、学術的根拠に基づき診療報酬の適正化を図ることを目的とした、外科系の学会保険委員会の連合体。

## 活動内容
1961年に設けられた日本の医療皆保険制度は、国民の健康の回復・維持・増進に大きな役割を果たした制度であるが、その基本となっている社会保険診療報酬点数が、どのような根拠と基準によって決定されているのかは、今まで全く明らかにされていなかった。現代の診療行為は医学という学問的基盤に基づいているのだから、これに対する診療報酬も学術的な根拠に基づいた、誰にでも理解できる合理的な方式によって決定されるべきである、というのが外保連発足の動機である。
外保連は、日本の医療保険制度の中の外科系診療に対する適正、かつ合理的な診療報酬はどうあるべきかについて、学術的に研究し、これによって合理的な外科系診療報酬体系を構築することを目的として、検討を重ね、1982年『手術報酬に関する外保連試案（第1版）』として初めて公表した。その後、外科系処置、生体検査に対する報酬についての検討を行い、手術、処置、生体検査に関する外保連試案の作成・更新の作業を行い、さらに適正な外科系診療報酬への改定を関係機関に働きかけることを現在の活動目標としている。

## 外保連試案
外保連は医療技術を適正に評価し、必要経費についてもきちんとした原価計算に基づいて算定するために手術、処置、生体検査に関する試案を作成・更新しており、1982年の第1版に続き、2007年には第7版、また処置報酬・生体検査報酬については第4版を公表している。

## 加盟学会
1967年に日本外科学会、日本整形外科学会、日本産科婦人科学会、日本眼科学会、日本耳鼻咽喉科学会、日本泌尿器科学会、日本麻酔科学会、日本形成外科学会、日本口腔科学会の9学会が集まって作られ、2009年7月現在、87の外科系学会が加盟している。